# Барі-Сардо
Барі-Сардо (італ. Bari Sardo, сард. Barì) — муніципалітет в Італії, у регіоні Сардинія, провінція Ольястра.
Барі-Сардо розташоване на відстані близько 330 км на південний захід від Рима, 85 км на північний схід від Кальярі, 10 км на південь від Тортолі, 10 км на південний схід від Ланузеі.
Населення — 4006 осіб (2014).
Щорічний фестиваль відбувається 8 вересня. Покровитель — Beata Vergine del Monserrato.

## Демографія
Населення за роками:

Станом на 1 січня 2023 року в муніципалітеті офіційно проживало 113 іноземців з 21 країни, серед них 39 громадян країн Євросоюзу та 1 громадянин України.

## Сусідні муніципалітети
- Кардеду
- Ільбоно
- Ланузеі
- Лочері
- Тортолі